# Municipio de West Bridges
El municipio de West Bridges (en inglés: West Bridges Township) es un municipio ubicado en el condado de Ozark en el estado estadounidense de Misuri. En el año 2010 tenía una población de 1242 habitantes y una densidad poblacional de 12,23 personas por km².

## Geografía
El municipio de West Bridges se encuentra ubicado en las coordenadas 36°35′36″N 92°30′7″O / 36.59333, -92.50194. Según la Oficina del Censo de los Estados Unidos, el municipio tiene una superficie total de 101.58 km², de la cual 101,57 km² corresponden a tierra firme y (0 %) 0 km² es agua.

## Demografía
Según el censo de 2010, había 1242 personas residiendo en el municipio de West Bridges. La densidad de población era de 12,23 hab./km². De los 1242 habitantes, el municipio de West Bridges estaba compuesto por el 97,5 % blancos, el 0,08 % eran afroamericanos, el 0,89 % eran amerindios, el 0,08 % eran asiáticos, el 0,24 % eran de otras razas y el 1,21 % eran de una mezcla de razas. Del total de la población el 1,05 % eran hispanos o latinos de cualquier raza.